# 梅文奋
梅文奋（1955年—），越南诗人。1955年出生于越南宁平省金山县。

## 奖项
曾多次获得越南和国际文学奖项，包括：
2010年越南作家协会奖；
2017年瑞典蝉奖；
2019年塞尔维亚科学与艺术学院奖；
2020年北马其顿阿科·卡拉马诺夫奖；
2022年国际斯拉夫文学论坛 “金骑士”奖；
2022年威廉·萨罗扬国际诗歌比赛“我的心在山中”奖（亚美尼亚）；
2022年第五届博鳌国际诗歌奖年度诗集奖（《黎明时起飞》（俄文版）等等。